# Michael Staksrud

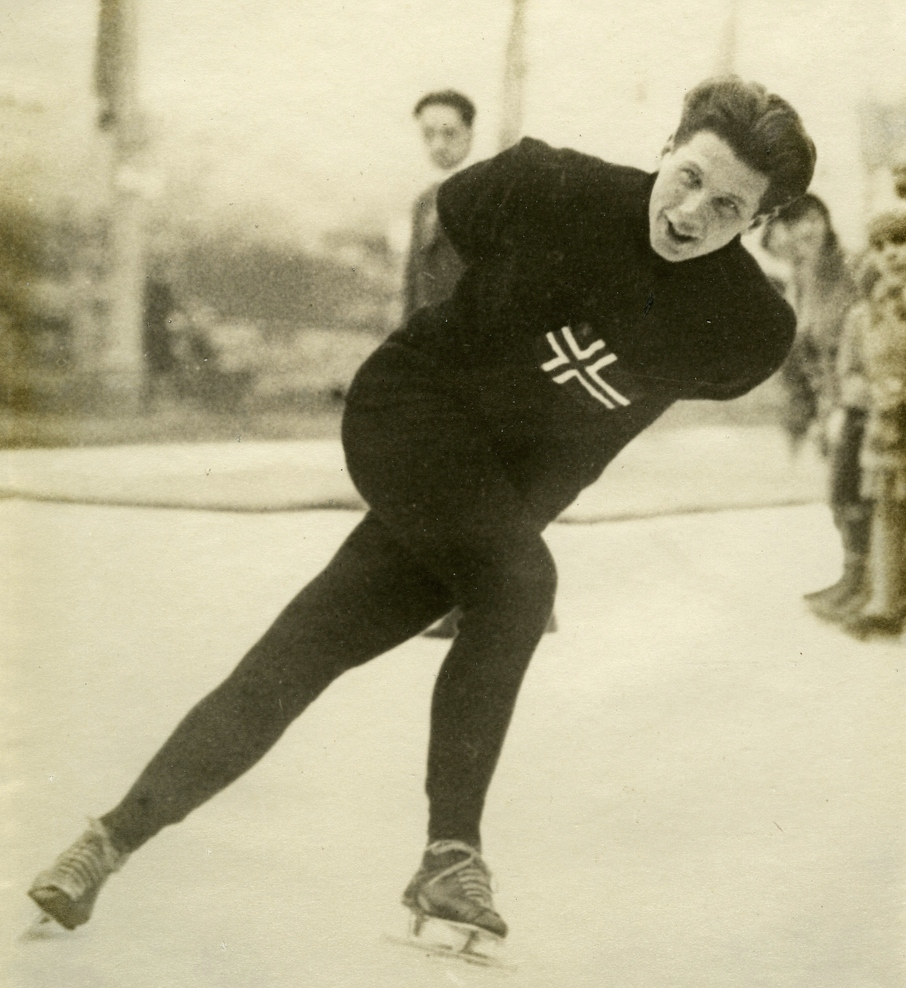
Staksrud, cirka 1930.

Michael Staksrud, född 2 juni 1908 i Tingelstad och död 10 november 1940 i Gjersjøen, var en norsk hastighetsåkare på skridskor. Han deltog i tre olympiska spel. I Sankt Moritz 1928, Lake Placid 1932 och Garmisch-Partenkirchen 1936.

## Fotnoter
1. ↑  SpeedSkatingNews.info, SpeedSkatingNews.info skridskoåkar-ID: michael-staksrud, läst: 5 maj 2022.[källa från Wikidata]
2. ↑  SpeedSkatingStats, SpeedSkatingStats skridskoåkar-ID: 1908060201, läst: 5 maj 2022.[källa från Wikidata]